# 北条貞義
北条 貞義（ほうじょう さだよし）は、鎌倉時代末期の北条氏の一門。豊前田川郡糸田庄（福岡県田川郡糸田町）を領したので、糸田 貞義（いとだ さだよし）とも呼ばれる。

## 生涯
元弘元年（1331年）9月、元弘の乱において、北条高時が畿内に派遣した討手のなかに糸田左馬頭（貞義）の名がある。
建武元年（1334年）1月、貞義は実兄の高政とともに北九州で挙兵、北条残党を糾合して大きな反乱を起こした（規矩・糸田の乱）。貞義は筑後三池郡堀口で残党を集めて少弐氏や大友氏らに抵抗したが、兄に先立って3月の段階で鎮圧され、高政も7月に鎮圧されている。
以後の貞義の記録は存在しないため没年は不明であるが、この年には鎌倉など各地で北条残党の抵抗があって北条一族の殲滅が徹底されていたため、貞義も殺害されたものと思われる。